# Scila

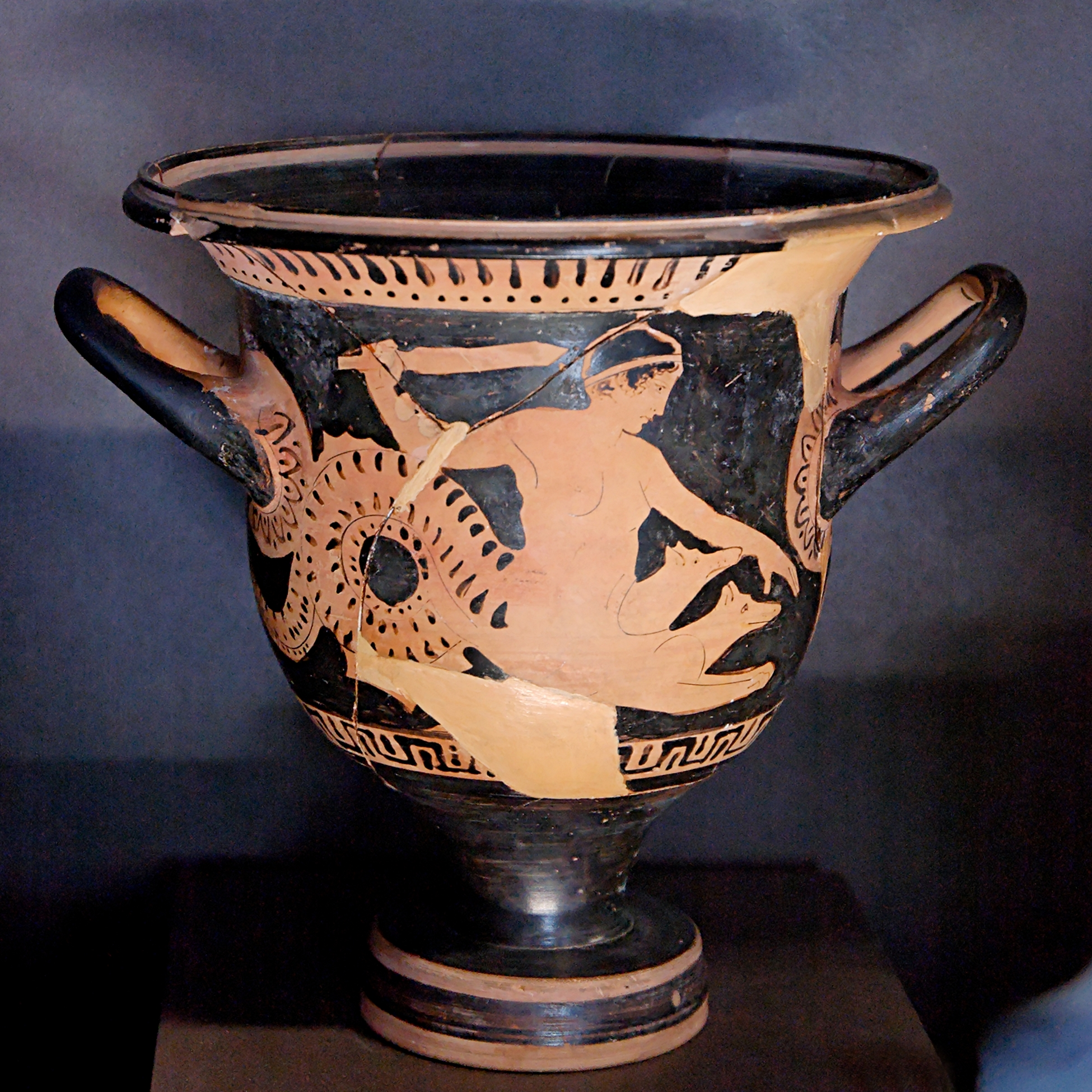
Scila

Scila sau Scylla a fost în mitologia greacă o întruchipare monstruoasă, cu înfățișare de femeie și cu partea de jos a corpului formată din mai mulți câini, zămislită de Phorcys și de Ceto (după o altă versiune, de către Typhon și Echidna).